# Dobrá Voda (seriál)
Dobrá Voda je český sedmidílný televizní seriál z roku 1982 z dostihového prostředí. Jeho autory jsou Jiří Hubač a režisér František Filip.

## Obsah
Hlavním hrdinou příběhu je inženýr Josef Hovora, zemědělský odborník, který chovu ušlechtilých koní věnoval celý svůj život. Seriál je zároveň sondou do rozdílných charakterů dostihových jezdců. Ústředním motivem příběhu pak boj o záchranu chovu dostihových koní, kterému konkuruje myšlenka ekonomicky výhodnějšího chovu skotu. Seriál končí happy endem v podobě dvojnásobného úspěchu na Velké pardubické.

## Obsazení
| Petr Haničinec       | inženýr Josef Hovora |
| Iva Janžurová        | Hovorová             |
| Vladimír Dlouhý      | Libor Hovora         |
| Miloš Nedbal         | dědeček              |
| Lukáš Vaculík        | Michal Slavík        |
| Radoslav Brzobohatý  | Šembera              |
| Ivana Andrlová       | Irena Šemberová      |
| Jiří Vala            | ekonom Forejt        |
| Čestmír Řanda        | ředitel statku       |
| Ladislav Mrkvička    | žokej Janýr          |
| Josef Kemr           | Hanousek             |
| Jaromír Hanzlík      | Lojza                |
| Tomáš Töpfer         | Jarouš               |
| Rudolf Jelínek       | Lothar               |
| Vlastimil Brodský    | starý sedlář         |
| Karel Bělohradský    | Jaroš                |
| František Vicena     | Komárek              |
| Alois Švehlík        | Pavlata              |
| Ota Sklenčka         | vrchní číšník        |
| František Filipovský | hlídač koní          |
| Bronislav Poloczek   | kovář                |
| Josef Větrovec       | Kobr                 |
| Jiřina Bohdalová     | Janýrová             |

## Seznam dílů
1. Nástup
2. Zklamání
3. Zloba
4. Lhostejnost
5. Lítost
6. Pokora
7. Radost

## Tvůrci seriálu
- Jiří Hubač, scénář
- František Filip, režie
- František Uldrich, kamera
- Jiří Malásek, hudba
- Jiří Bažant, hudba
- Jiří Zelenka, zvuk
- Alexandr Vrbata, zvuk
- Jana Dudková, dramaturgie